# Web operating system
In informatica e nel marketing, un web operating system è un termine improprio per riferirsi ad un sito web progettato per fornire i servizi che offrirebbe un comune sistema operativo per computer desktop (software as a service).
Generalmente se ne identificano di due tipi:
- complessi siti web che forniscono una - variabilmente completa - metafora della scrivania
- virtualizzazioni di comuni sistemi operativi accessibili da browser web (grazie a qualche wrapper)

## Caratteristiche
In generale, l'utente fruisce del servizio attraverso un browser web, delegando al service provider tutti gli aspetti riguardanti il proprio computer desktop, quali ad esempio:
- continuità ed affidabilità del servizio
- disponibilità, manutenzione ed esecuzione stessa dei programmi
- sicurezza del sistema
- stoccaggio dei file e delle informazioni (data as a service)

Diversi sistemi operativi comuni (liberi e non) forniscono funzionalità di sincronizzazione dei propri file «sul cloud» (ovvero su un server, di propria possessione o meno).
Nei web operating system la totale gestione del proprio file system e dei propri file personali è a carico del fornitore del servizio, con maggiore impatto su affidabilità e privacy.